# 白井久男
白井 久男（しらい ひさお、1946年12月12日 - 2019年4月28日）は日本のアニメーション撮影監督。元スタジオコスモス代表取締役。埼玉県出身。

## 来歴・人物
もとは実写の撮影技師であり、映画産業が斜陽になり始めたころにアシスタントとしてアニメーション撮影を手掛けた。義兄が経営に携わっていた朝日フィルム、富士シネマフィルムを経て、ナックの仕事をきっかけに本格的にアニメーション撮影へ転じる。1979年にスタジオコスモスを設立。
演出の意図を的確に捉え、動画と背景を一体化して違和感の無い映像を作り上げる手腕は高く評価されており、デジタル制作の工程においても同様の基本姿勢を貫いた。
日本のテレビアニメに黎明期から携わった技師として、下記の通り手掛けた作品が非常に多く、例えば2000年においては、TVシリーズ7タイトル、TVスペシャル1タイトル、OVA2タイトル、劇場アニメ7タイトルの、計17タイトルの撮影監督を一年の間に担当している。
主な代表作に「ポケットモンスター」シリーズ「となりのトトロ」「カードキャプターさくら」「新世紀エヴァンゲリオン劇場版」シリーズ「GHOST IN THE SHELL / 攻殻機動隊」「人狼 JIN-ROH」（以上、撮影監督）、「一休さん」「Dr.スランプ アラレちゃん」（以上、撮影）などがある。
2015年に平成27年度文化庁映画賞（映画功労部門）を受賞。
2016年の「ポケットモンスター XY&Z」放送終了をもって、長年務めた「ポケットモンスター」シリーズの撮影監督を降板。その後は一線を退き、経営に専念する。
2019年4月28日、急性心不全のため逝去。72歳没。自身が代表を務めていたスタジオコスモスの経営は白井芳美に引き継がれるとともに撮影事業を撤退した。

## 主な作品

### テレビアニメ
1965年
- 宇宙エース（撮影助手）

1966年
- レインボー戦隊ロビン（撮影）

1972年
- 正義を愛する者 月光仮面（撮影）

1975年
- 少年徳川家康（撮影）
- ゲッターロボG（撮影）
- 一休さん（撮影）

1976年
- 大空魔竜ガイキング（撮影）
- マシンハヤブサ（撮影）

1977年
- ジェッターマルス（撮影）
- 氷河戦士ガイスラッガー（撮影監督補）
- 超人戦隊バラタック（撮影）
- アローエンブレム グランプリの鷹（撮影）

1978年
- 銀河鉄道999（撮影）
- 新・エースをねらえ!（撮影）

1979年
- 円卓の騎士物語 燃えろアーサー（撮影）

1980年
- 闇の帝王 吸血鬼ドラキュラ（撮影監督）

1981年
- おはよう!スパンク（撮影）
- うる星やつら（撮影）
- Dr.スランプ アラレちゃん（撮影）

1982年
- あさりちゃん（撮影）
- 少年宮本武蔵 わんぱく二刀流（撮影監督）
- わが青春のアルカディア 無限軌道SSX（撮影）

1983年
- 愛してナイト（撮影）
- 光速電神アルベガス（撮影）
- ストップ!! ひばりくん!（撮影）

1984年
- Gu-Guガンモ（撮影）
- 名探偵ホームズ（撮影）

1986年
- メイプルタウン物語（撮影）

1987年
- げらげらブース物語（撮影）
- ミスター味っ子（撮影）

1989年
- 小さなアヒルの大きな愛の物語 あひるのクワック（撮影監督）
- ジャングル大帝(3期)（撮影監督）

1990年
- 楽しいムーミン一家（撮影監督）
- 三つ目がとおる（撮影監督）

1991年
- 炎の闘球児 ドッジ弾平（撮影監督）
- わたしとわたし ふたりのロッテ（撮影）

1992年
- お〜い!竜馬（撮影監督）
- そらいろのたね（撮影監督）

1993年
- ミラクル☆ガールズ（撮影監督）
- ポコニャン!（撮影監督）

1994年
- 超くせになりそう（撮影監督）
- 忍たま乱太郎(2期)（撮影監督）

1995年
- あずきちゃん（撮影監督）
- 愛天使伝説ウェディングピーチ（撮影）

1996年
- はじめ人間ゴン（撮影）
- 超者ライディーン（撮影）

1997年
- 白鯨伝説（撮影監督*7-18話）
- 吸血姫美夕（撮影監督）

1998年
- TRIGUN（撮影監督）
- LEGEND OF BASARA（撮影監督）
- カードキャプターさくら（撮影監督）
- MASTERキートン（撮影監督）

1999年
- 星界の紋章（撮影監督）
- 下級生（撮影監督）
- 無限のリヴァイアス（撮影監督）

2000年
- 陽だまりの樹（撮影監督）
- 星界の断章 -誕生-（撮影監督）
- 星界の戦旗（撮影監督）
- ルパン三世 1$マネーウォーズ（撮影監督）
- はじめの一歩（撮影監督）
- アルジェントソーマ（撮影監督）

2001年
- ギャラクシーエンジェル（撮影）
- 星界の戦旗II（撮影監督）
- X -エックス-（撮影監督）

2002年
- アクエリアンエイジ Sign for Evolution（撮影監督）
- Witch Hunter ROBIN（撮影監督*共同）
- ポケットモンスター（撮影監督*262話以降）
- ポケットモンスター アドバンスジェネレーション（撮影監督）
- ポケットモンスター サイドストーリー（撮影監督*1-10,15-17話）
- 東京アンダーグラウンド （デジタル撮影）

2003年
- 最遊記RELOAD（撮影監督）
- GUNGRAVE（撮影監督）

2004年
- MEZZO -メゾ-（撮影監督）
- 最遊記RELOAD GUNLOCK（撮影監督）
- エルフェンリート（撮影監督）

2006年
- ひまわりっ!（撮影監督）
- 戦慄のミラージュポケモン（撮影監督）
- ポケットモンスター ダイヤモンド&パール（撮影監督）

2007年
- ひまわりっ!!（撮影監督）

2008年
- 魔法遣いに大切なこと ～夏のソラ～（撮影コーディネート*12話）

2010年
- ポケットモンスター ベストウイッシュ（撮影監督）

2011年
- ポケットモンスター ダイヤモンド&パール 特別編（撮影監督）

2012年
- ポケットモンスター ベストウイッシュ シーズン2（撮影監督）

2013年
- ポケットモンスター ベストウイッシュ 特別編（撮影監督）
- ポケットモンスター XY（撮影監督）

2015年
- ポケットモンスター XY&Z（撮影監督）

### OVA
1986年
- 山太郎かえる（撮影監督）
- カリフォルニア・クライシス 追撃の銃火（撮影）

1988年
- 宇宙家族カールビンソン（撮影監督）
- Crying フリーマン（撮影監督*1巻）

1990年
- BE-BOP-HIGHSCHOOL（撮影監督*1,2巻）

1991年
- スローステップ（撮影監督）
- 安達が原（撮影監督）

1994年
- 幽幻怪社（撮影監督）

1995年
- ARMITAGEⅢ（撮影監督）
- SMガールズ セイバーマリオネットR（撮影監督）
- 影技-SHADOW SKILL-」(撮影監督)
- ヤマトタケル ～After War～（撮影監督）
- ワイルド7（撮影監督*2巻）

1996年
- 特務戦隊シャインズマン（撮影監督）
- 装鬼兵M.D.2 ～デスフォース～（撮影監督）
- BRONZE ZETSUAI since 1989（撮影監督）

1997年
- 超光速グランドール（撮影監督）
- マクロスダイナマイト7（撮影監督）

1998年
- クイーン・エメラルダス（撮影監督*1,2巻）

1999年
- MASTERキートン（撮影監督）

2000年
- AMON デビルマン黙示録（撮影監督）
- MEZZO FORTE（撮影監督*黒井久男名義）

2001年
- ONE ～輝く季節へ～(全年齢版)（撮影監督）

2002年
- フロム I"s アイズ ～もうひとつの夏の物語～（撮影監督）

2004年
- ピカチュウのなつまつり（撮影監督）
- 炎の蜃気楼〜みなぎわの反逆者〜（撮影監督）

2005年
- ピカチュウのおばけカーニバル（撮影監督）

2006年
- ピカチュウのわんぱくアイランド（撮影監督）

2007年
- ピカチュウたんけんクラブ（撮影監督）

2008年
- ピカチュウ 氷の大冒険（撮影監督）

### 教育アニメ
1973年
- あんじゅとずしおう 森鴎外作「山椒大夫」より（撮影）

1985年
- おじいさんのランプ（撮影監督）

1987年
- メイプルタウンの交通安全（撮影監督）
- メイプルタウンの消防隊（撮影監督）

2004年
- 琉球王国 -MADE IN OKINAWA-（撮影）

### 劇場アニメ
1982年
- Dr.SLUMP “ほよよ!”宇宙大冒険（撮影監督*共同）
- FUTURE WAR 198X年（撮影監督*共同）

1983年
- Dr.スランプ アラレちゃん ほよよ世界一周大レース（撮影監督*共同）
- Theかぼちゃワイン ニタの愛情物語（撮影監督）

1984年
- ウルトラマンキッズ M7.8星のゆかいな仲間（撮影監督）
- Dr.スランプ アラレちゃん ほよよ!ナナバ城の秘宝（撮影監督）

1985年
- キン肉マン 正義超人vs古代超人（撮影監督）
- アメリカンラッビトの冒険（撮影監督*日米合作）

1986年
- ゲゲゲの鬼太郎 最強妖怪軍団!日本上陸!!（撮影監督）

1987年
- ゴキブリたちの黄昏（撮影）

1988年
- となりのトトロ（撮影監督）

1991年
- おもひでぽろぽろ（撮影監督）
- 月光のピアス ユメミと銀のバラ騎士団（撮影監督）

1992年
- アルスラーン戦記Ⅱ（撮影監督）
- 楽しいムーミン一家 ムーミン谷の彗星（撮影監督）

1994年
- Jリーグを100倍楽しく見る方法!!（撮影監督）
- RAMPO（アニメパート撮影監督）

1995年
- ルパン三世 くたばれ!ノストラダムス（撮影）
- GHOST IN THE SHELL / 攻殻機動隊（撮影監督）

1996年
- バッドばつ丸のオレのポチは日本一（撮影監督*共同）

1997年
- 新世紀エヴァンゲリオン劇場版 Air/まごころを、君に（撮影監督）
- 新世紀エヴァンゲリオン劇場版 シト新生（撮影監督）
- どんぐりの家（アニメパート撮影監督）

1998年
- PERFECT BLUE（撮影監督）
- REVIVAL OF EVANGELION 新世紀エヴァンゲリオン劇場版 DEATH (TRUE)² / Air / まごころを、君に（撮影監督）
- 劇場版ポケットモンスター ミュウツーの逆襲（撮影監督）
- ピカチュウのなつやすみ（撮影監督）
- スプリガン（撮影監督）

1999年
- ゼノ かぎりなき愛に（撮影監督）
- 劇場版ポケットモンスター 幻のポケモン ルギア爆誕（撮影監督）
- ピカチュウたんけんたい（撮影監督）
- 劇場版カードキャプターさくら（撮影監督）
- め組の大吾 火事場のバカヤロー（撮影監督）

2000年
- スペーストラベラーズ（アニメパート撮影監督）
- 人狼 JIN-ROH（撮影監督）
- 劇場版ポケットモンスター 結晶塔の帝王 ENTEI（撮影監督）
- ピチューとピカチュウ（撮影監督）
- 劇場版カードキャプターさくら 封印されたカード（撮影監督）
- 劇場版ケロちゃんにおまかせ!（撮影監督）
- ああっ女神さまっ AH! MY GODDESS（撮影監督）

2001年
- 劇場版ポケットモンスター セレビィ 時を超えた遭遇（撮影監督）
- ピカチュウのドキドキかくれんぼ（撮影監督）
- 映画 犬夜叉 時代を越える想い（撮影監督）

2002年
- WXIII 機動警察パトレイバー」（撮影監督）
- 劇場版ポケットモンスター 水の都の護神 ラティアスとラティオス（撮影監督）
- ピカピカ星空キャンプ（撮影監督）
- 千年女優（撮影監督）

2003年
- 茄子 アンダルシアの夏（撮影監督*共同）
- 劇場版ポケットモンスター アドバンスジェネレーション 七夜の願い星 ジラーチ（撮影監督*共同）

2012年
- メロエッタのキラキラリサイタル（撮影監督）

2013年
- ピカチュウとイーブイ☆フレンズ（撮影監督）